# Васильевское (Марий Эл)
 Васильевское  — село в Юринском районе Республики Марий Эл. Административный центр Васильевского сельского поселения.

## География
Находится в юго-западной части республики Марий Эл на правобережье Ветлуги на расстоянии приблизительно 38 км на северо-запад от районного центра посёлка Юрино.

## История
Село основано в 1730—1740 годах русскими переселенцами из села Воротынец Нижегородской губернии. В XVIII веке село принадлежало потомкам сподвижника Петра I, адмирала Фёдора Головина, с именем которого связано старинное название поселения. В конце XVIII века в селе Головино Покровской волости Макарьевского уезда Нижегородской губернии была построена небольшая деревянная церковь, освящённая во имя святого Василия. Вскоре после этого события село стали называть Васильевским. В 1925 году в селе в 136 дворах проживали 634 жителя, по национальности русские. В 1974 году в селе Васильевском насчитывалось 309 хозяйств, в которых проживали 379 жителей. В 1992 году в селе проживали 603 жителя. В советское время действовали колхозы «Путь добрый», «Новый мир», «Красный Куст», «12 лет Октября», им. Сталина и совхоза «Васильевский». Трудоспособные жители села ныне заняты в Абросимовском лесничестве и бюджетных организациях.

## Население
Население составляло 498 человек (русские 98 %) в 2002 году, 344 в 2010.